# 张倚
張倚（?—?），唐朝官員。
早年授官御史中丞。天宝二年（743年），张倚之子张奭到吏部候选。選官苗晋卿与宋遥因张倚正受玄宗宠信，欲攀附之，遂将张奭列为第一。时人皆知张奭不读书，因此群议沸腾。前蓟县（今北京西南）县令苏孝韫將此事告知安禄山，於是安禄山上奏朝廷。玄宗亲自在花萼楼重試已录取官员，能通过考核者十不及一二，张奭则交白卷。玄宗大怒，贬张倚为淮阳郡太守。终官吏部侍郎。